# The Mill Girl (film 1907)
The Mill Girl è un cortometraggio del 1907. Il nome del regista non viene riportato nei titoli. È il settimo film interpretato da Florence Lawrence.

## Trama
Una giovane lavorante viene insidiata dal suo capo. La ragazza è salvata dalle sgradite attenzioni dell'uomo dall'intervento del fidanzato. Ma il bullo prepotente medita vendetta: due suoi scagnozzi si mettono sulle tracce del giovane.

## Produzione
Il film fu prodotto dalla Vitagraph Company of America.

## Distribuzione
Distribuito dalla Vitagraph, uscì nelle sale il 28 settembre 1907.

### Data di uscita
IMDb
- USA	28 settembre 1907

Alias
- The Mill Girl, a Story of Factory Life	USA (titolo alternativo)